# Dschamil
Dschamil (auch Jamil, arabisch جميل Dschamīl, DMG Ǧamīl) ist ein arabischer männlicher Vorname mit der Bedeutung „schön“. Er kommt auch als Familienname vor. Eine weibliche Form des Namens ist Dschamila.

## Namensträger

### Vorname
- Jamil al-Majdalawi (* 19**), Führungsmitglied der Volksfront zur Befreiung Palästinas (PFLP)
- Jamil bin Ibrahim al-Hujailan (* 1929), saudi-arabischer Diplomat
- Jamil El Reedy (* 1965), ägyptischer Skirennläufer
- Jamil Haddad (1926–2009), brasilianischer Politiker
- Jamil Mahuad (* 1949), ecuadorianischer Rechtsanwalt und Politiker
- Dschamil Mardam (1893–1960), osmanischer arabischer Freischärler und syrischer Politiker
- Jamil Nasir (* 1955), US-amerikanischer Schriftsteller
- Jamil Nasser (1932–2010), US-amerikanischer Jazz-Bassist
- Jamil Siebert (* 2002), deutscher Fußballspieler
- Jamil Walker Smith (* 1982), US-amerikanischer Schauspieler und Synchronsprecher

### Familienname
- Ahmed Jamil (Ahmed Abdulla Jamil Abdulla Suroor, * 1999), Fußballspieler aus den Vereinigten Arabischen Emiraten
- Qadri Dschamil (* 1952), syrischer Politiker und Ökonom
- Hasan Jamil († 2015), pakistanischer Cricketspieler
- Jameela Jamil (* 1986), britische Fernsehmoderatorin, Radiomoderatorin, Model, DJ, Journalistin und Schauspielerin
- Jules Mikhael Al-Jamil (1938–2012), syrisch-katholischer Kurienerzbischof
- Majid Hamad Amin Jamil (* 19**), irakischer Politiker